# Jaguar (serie televisiva)
Jaguar è una serie televisiva spagnola del 2021.

## Trama
Spagna, anni '60, il governo di Francisco Franco ospita e protegge numerosi criminali nazisti fuggiti dai territori del Terzo reich. Isabel Riaza, unica sopravvissuta della sua famiglia al Campo di concentramento di Mauthausen, entra a far parte di un gruppo di uomini il cui compito è quello di catturare i nazisti sfuggiti a Norimberga e fare in modo che siano processati per i loro crimini. Sostenuti economicamente da persone la cui identità non è nota, il loro intermediario è una donna che incontra il capo della banda, Lucena, davanti ai quadri del Museo del Prado. Isabel e il gruppo devono infiltrarsi nel giro di Otto Bachmann, che dirige Odessa, l'agenzia che ha permesso e permette ai nazisti di fuggire dall'Europa, senza essere fermati e processati. L'obiettivo in particolare è Aribert Heim, medico del campo di Mauthausen.

## Personaggi e interpreti
- Isabel Riaza Chacón, interpretata da Blanca Suárez e doppiata in italiano da Valentina Favazza, è una donna ebrea spagnola. Orfana di madre da prima della deportazione, giunge a Mauthausen con il fratello e il padre. Dopo essersi finta un ragazzo per non essere separata dai suoi cari, assiste alla morte del padre, ucciso con un colpo di pistola da Otto Bachmann e viene salvata per essere portata alla casa del comandante del campo come cameriera. Lì vedrà i principali gerarchi nazisti, cosa che sarà particolarmente utile una volta unitasi al gruppo. All'inizio della storia, pianifica l'uccisione di Bachmann con del veleno. nel ristorante Haus, un ristorante tedesco a Madrid, dove lavora da circa un anno. Fermata dal gruppo, decide di unirsi accettando di non uccidere Bachmann ma di usarlo come mezzo per arrivare agli altri nazisti.
- Lucena, interpretato da Iván Marcos e doppiato in italiano da Alberto Bognanni, è un sopravvissuto al Campo di concentramento di Auschwitz. Dopo aver combattuto contro la Falange Española de las Juntas de Ofensiva Nacional Sindicalista ed essere sfuggito a Parigi, torna con i suoi compagni in Spagna per creare un gruppo di resistenza alla dittatura di Francisco Franco, venendo però catturato e deportato. È il capo del gruppo ed è l'unico a conoscere chi finanzia il gruppo, avendo conosciuto e combattuto insieme alla figlia della donna che sembra finanziare il gruppo.
- Miguel Castro, interpretato da Óscar Casas e doppiato in italiano da Mattia Billi, è il più giovane del gruppo ed è l'unico a non essere stato deportato dai nazisti. Il padre fu deportato e morì nel campo, dopo aver fatto promettere a Sordo, di prendersi cura del figlio casomai fosse morto. Proprio insieme a Sordo, per vendicare il padre, entra nel gruppo guidato da Lucena. Nel corso della serie, dichiara a Sordo la propria omosessualità.
- Sordo, interpretato da Adrián Lastra e doppiato in italiano da Gianluca Machelli, è anche lui un sopravvissuto ai lager nazisti. Non è sordo ma muto poiché gli è stata tagliata la lingua. Ha tatuati sul corpo i nomi dei suoi compagni di prigionia e degli altri membri del gruppo. Alla fine della serie, nel penultimo episodio, Sordo consegna a Castro una fotografia di suo padre e i suoi compagni nel lager, con la divisa a righe e i capelli rasati, e gli confessa di essere stato un kapò nel campo e si intuisce che proprio i suoi compagni, che lui ha aiutato a torturare e uccidere, gli hanno tagliato la lingua. Colpito gravemente nell'ultimo episodio, sembra muoia alla fine della serie.
- Marsé, interpretato da Francesc Garrido e doppiato in italiano da Sergio Lucchetti, fu deportato nel Campo di concentramento di Dachau. Era un prete cattolico, avendo però perso la fede nel campo, decide di spretizzarsi e unirsi a Lucena. Orfano, crebbe in un istituto religioso.
- Otto Bachmann, interpretato da Stefan Weinert e doppiato in italiano da Alessandro Budroni, è un ex gerarca nazista che vive da molti anni in Spagna, protetto da Franco e dalla Chiesa Cattolica. Il personaggi di Bachmann è fittizio ma si ispira a Otto Skorzeny.

## Episodi
| Stagione       | Episodi | Distribuzione Spagna | Distribuzione Italia |
| -------------- | ------- | -------------------- | -------------------- |
| Prima stagione | 6       | 2021                 | 2021                 |

## Musica
La sigla ha come canzone Vientos del pueblo, una canzone di Ebri Knight, ispirata all'opera di Miguel Hernández, poeta e drammaturgo spagnolo, ucciso dai falangisti durante la guerra civile spagnola.